# Fabian Bösch
Fabian Bösch, né le 6 juillet 1997, est un skieur acrobatique suisse spécialisé dans les épreuves de slopestyle. 

## Carrière
Fabian Bösch pratique d'abord le ski alpin avant de se tourner vers le ski acrobatique et le slopestyle. Il termine troisième de sa première épreuve de Coupe du monde à Silvaplana le 8 février 2013, et il est à nouveau troisième le 18 janvier 2014 à Gstaad. Fabian Bösch est sélectionné pour les Jeux olympiques de Sotchi, où il prend le 23e rang. L'année suivante, il devient champion du monde de slopestyle à Kreischberg (Autriche). C'est le premier titre mondial masculin de la Suisse aux Championnats du monde de ski acrobatique.

## Palmarès

### Jeux olympiques d'hiver
| Édition/Discipline | Slopestyle |
| Sotchi 2014        | 23e        |

### Championnats du monde
| Édition/Discipline | Slopestyle |
| Kreischberg 2015   | Or         |

### Coupe du monde
- Meilleur classement général : 30e en 2016.
- Meilleur classement en slopestyle : 6e en 2013 et 2016.
- 4 podiums.